# Edwin Sánchez Vigil
Edwin Ernesto Sánchez Vigil (Santa Tecla, 21 febbraio 1990) è un calciatore salvadoregno, centrocampista dell'Águila.

## Caratteristiche tecniche
È un trequartista.

## Carriera

### Club
Comincia a giocare nella squadra della sua città, il Santa Tecla. Nel 2010 si trasferisce all'Universidad de El Salvador. Nel 2011 passa all'Isidro Metapán. Nel 2012 viene acquistato dal FAS. Nel gennaio 2014 passa al Santa Tecla. Nel gennaio 2015 si trasferisce all'Atlético Marte. Nel gennaio 2017 viene acquistato dall'Universidad de El Salvador.

### Nazionale
Dopo aver giocato per l'Under-20 e l'Under-21, nel 2010 viene convocato in Nazionale maggiore. Il debutto arriva l'8 ottobre, in Panama-El Salvador (1-0). Mette a segno la sua prima rete con la maglia della Nazionale il 7 agosto 2011, in El Salvador-Venezuela (2-1), in cui mette a segno la rete del definitivo 2-1.

## Palmarès

### Club

#### Competizioni nazionali
- Primera División de Fútbol Profesional: 1

Isidro Metapán: 2011-2012